# Rildo da Costa Menezes

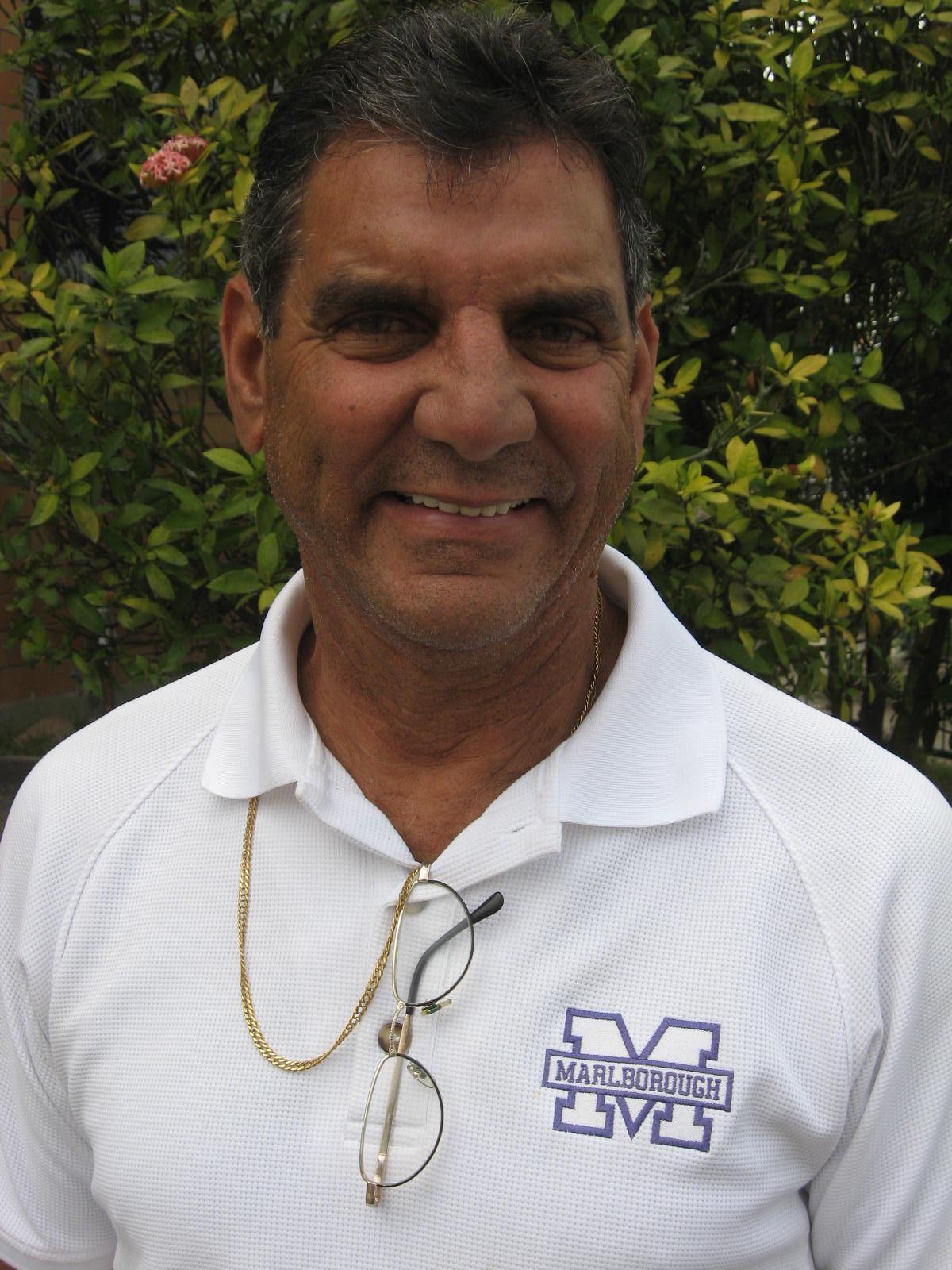
ex atleta Rildo

Rildo da Costa Menezes, mais conhecido como Rildo, (Recife, 23 de janeiro de 1942 — Los Angeles, 16 de maio de 2021) foi um futebolista brasileiro que atuou como lateral-esquerdo e também serviu como treinador.

## Carreira

### Como jogador
Iniciou a carreira no Íbis, do Recife em 1959. Depois de uma passagem pelo Sport, mudou-se para o Rio de Janeiro, onde fez um teste no Botafogo.
Na época, Nilton Santos, titular da posição no clube e na Seleção Brasileira, passou a jogar como zagueiro. Com isso, Rildo conseguiu uma chance e se firmou no Botafogo, pelo qual conquistou os títulos estaduais de 1961 e 1962, além do Torneio Rio-São Paulo de 1962 e 1964. Rildo, sempre titular, fez parte em 1962 de um dos maiores plantéis que o Botafogo já possuiu em toda a sua história, por muitos especialistas o maior de todos, jogando ao lado de Nilton Santos, Garrincha, Didi, Amarildo e Zagallo, todos Bi-Campeões com a Seleção Brasileira na Copa do Mundo no Chile em 1962.
Chegou ao Santos Futebol Clube em 1966, tendo jogado ao lado de Pelé, Pepe, Coutinho e Clodoaldo. Jogou pelo clube durante cinco anos e conquistou, entre outros títulos: Campeonato Paulista: (1967,1968 e 1969), (Roberto Gomes Pedrosa: 1968), Recopa Sul-Americana (1968) e Recopa Intercontinental -1968
Foi um dos convocados por Vicente Feola para disputar a Copa do Mundo de 1966. Na competição, disputou apenas um jogo, marcando o gol do Brasil na derrota por 3–1 para Portugal. No total, foram 49 jogos pela Seleção entre 1963 e 1969.
Após uma passagem pelo CEUB EC de Brasília e pelo ABC de Natal, jogou pelo New York Cosmos em 1977. Passou por outros três clubes dos Estados Unidos, antes de encerrar a carreira, em 1980, aos 38 anos, defendendo o Cleveland Cobras.

### Como técnico
Teve carreira curta como técnico. Treinou apenas três clubes, todos dos Estados Unidos: California Emperors, em 1990; Los Angeles Salsa, em 1993; e San Fernando Valley Golden Eagle, em 1995.

## Morte
Rildo morreu em 16 de maio de 2021, aos 79 anos de idade, em Los Angeles.

## Títulos
Botafogo
- Campeonato Carioca[5]: 1961, 1962
- Torneio Rio-São Paulo: 1962, 1966
- Taça dos Campeões Estaduais Rio-São Paulo: 1961

Santos
- Campeonato Paulista: 1967, 1968 e 1969
- Supercopa Sul-Americana: 1968
- Recopa Intercontinental: 1968
- Torneio Roberto Gomes Pedrosa: 1968

Cosmos
- NASL: (1977)